# 虹膜
虹膜，古称黄仁:69:70,73，是眼睛内圆盘状膜，呈中空环形，具辐射状皱褶。虹膜被白色巩膜围绕，虹膜中央黑色圆形开口为瞳孔。瞳孔大小可透過虹膜內肌肉的收緊放鬆調整，以適應環境光暗情況，調節光線進入眼睛的強度，犹如相機當中的光圈。多數的脊椎動物的眼睛都有虹膜。每个人的虹膜都不同，所以可用于身分辨識，虹膜內含色素也決定了眼睛的顏色。
亚洲人常见的虹膜为深棕色，尤见于东亚、东南亚、西亚，另见于非洲、美洲、欧洲。此种颜色的虹膜与瞳孔在暗光下不易区分，如信息框主图。

## 结构
虹膜从前到后粗略可分为两层：前部含有色素与纤维血管组织，称作虹膜基质；基质下的色素上皮细胞层，含有致密黑色素细胞，故虹膜后面呈现黑色。
基质中有疏松结缔组织、血管、色素细胞、受副交感神经支配的环形运动以收缩瞳孔的括约肌（瞳孔括约肌）；还有一套扩大肌（瞳孔扩大肌）,受交感神经支配的放射状牵拉以扩大瞳孔。瞳孔可随光线的强弱而改变其大小，称瞳孔对光反射。
基质下为重染色的双层细胞组成的上皮层（虹膜色素上皮层），以阻止光线透过虹膜进入眼睛。 虹膜外缘根部附着在巩膜与睫状体前部，称为虹膜根部。虹膜根部稍后方有虹膜动脉大环。虹膜与睫状体合称作前葡萄膜。 虹膜前表面放射状血管形成凹凸不平的褶皱，有凹陷的隐窝和辐射状条纹皱褶称虹膜纹理，可用于虹膜身份识别。
虹膜表面距瞳孔缘约1.5mm处，有一环形锯齿状隆起，称虹膜卷缩轮（iris frill）是虹膜小动脉环所在处。以此为界可以划分为两个区域：
1. 虹膜瞳孔部，为靠近瞳孔的内部区域；
2. 虹膜睫状体部，为外部区域，延伸到睫状体。

虹膜的动脉位于基质层内，从虹膜边缘到中心呈放射状，提供了血液供应。虹膜根部和睫状体前部有一粗大的血管环，称为虹膜动脉大环。虹膜大环从虹膜周边发出放射状分支走向中央，在瞳孔卷縮轮处发出许多小支并改变方向呈环形走行，形成虹膜动脉小环。

## 组织学
从前到后，虹膜可细分为：
- 虹膜前表面层（Anterior limiting layer）：由成纤维细胞和色素细胞的突起互相吻合交错所形成，其中还有胶原纤维和感觉神经末梢。在虹膜隐窝处，该层完全缺如。
- 虹膜基质层（英语：Stroma of iris）
- 瞳孔括约肌（英语：sphincter pupillae）：位于虹膜瞳孔区的基质层后部，肌纤维呈环形平行走向，宽约0.8-1.0mm。收缩时可使瞳孔缩小，受动眼神经的副交感纤维支配。
- 瞳孔扩大肌（英语：dilator pupillae）：位于虹膜深层紧贴色素上皮层处，肌纤维呈放射状排列，从虹膜根部一直延伸到瞳孔缘，收缩时瞳孔变大，受上颈交感神经节的节后交感神经纤维支配。
- 前色素上皮层（Anterior pigment myoepithelium）：与虹膜基质层相接，并分化出平滑肌纤维，汇成瞳孔扩大肌。
- 后色素上皮层（Posterior pigment epithelium）：面向后房，可在瞳孔缘处向前延伸使瞳孔缘出现一条黑边，称为葡萄膜外翻或瞳孔领。后上皮细胞的顶部朝向虹膜基质，与前上皮细胞的顶部相连接；基底部朝向后房。

## 顏色
虹膜有多种颜色，这并不影响视力。虹膜通常帶有色素，人類虹膜中最常見的是褐色（含黑褐色和棕色）與藍色，另外還有綠色、灰色和琥珀色。白化症患者則有粉紅色、紫色的虹膜，這是由於其虹膜中沒有色素，只能顯示出微血管的顏色。
許多鳥類擁有鮮明的眼睛色彩，這些顏色決定於其他色素，如蝶酸、嘌呤與類胡蘿蔔素。

## 兩眼異色
兩眼虹膜異色在人類是很罕見的。通常這是眼科疾病的指標，如慢性虹膜炎或瀰漫性虹膜黑色素瘤，但也有可能是正常變體。
虹膜異色在一些特定的狗、貓品種身上比較常見，如西伯利亞雪橇犬、澳大利亞牧羊犬、邊境牧羊犬、白波斯貓等，主要由於品種雜交所造成。